# Javier Salido Ortiz
Javier Salido Ortiz (Madrid, 1977) es un diplomático español. Es el embajador de España en Uruguay (desde 2025).

## Biografía
Nacido en Madrid (1977). Tras licenciarse en Ciencias Económicas y Empresariales —con el mejor expediente de su promoción (1999)— y en Derecho en la Universidad Complutense de Madrid, completó su formación universitaria en la ESCP Business School (París) y en la Escuela de Economía de Londres. Además realizó como estudios complementarios, dos masters —máster de Estudios Europeos en el Colegio de Europa (Brujas, 2000), gracias a una beca otorgada por el Ministerio de Asuntos Exteriores y máster en Relaciones Internacionales en la Universidad de Georgetown (2000-2002)— y el Programa de Liderazgo de la Función Pública del IESE Business School. Realiza varias prácticas en diversos organismos internacionales: ONU, Banco Mundial y Organización de Estados Americanos, y posteriormente ingresa en la Escuela Diplomática (2004).
En el Ministerio de Asuntos Exteriores y de Cooperación ha ejercido como subdirector general de Políticas de Desarrollo Multilateral y Europeas, en la Dirección General de Políticas de Desarrollo Sostenible; vocal asesor en el Gabinete de la Secretaría General de la Presidencia del Gobierno, y jefe de área de América Latina y Deuda en la Dirección General de Relaciones Económicas Internacionales.
En el extranjero estuvo destinado en las Embajadas de España en Trinidad y Tobago, India y Brasil. Fue Consejero en la Representación Permanente de España ante la Organización para la Cooperación y el Desarrollo Económicos.
En enero de 2025 fue nombrado embajador del Reino de España ante la República Oriental del Uruguay.